# Atracament perfecte
Atracament perfecte (títol original en anglès The Killing) és el tercer llargmetratge de Stanley Kubrick, en blanc i negre, estrenada el 1956 i doblada al català. Va ser nominada al BAFTA a la millor pel·lícula. La cinta és un brillant exercici de mecànica narrativa en el marc del cinema negre.

## Argument
Johnny Clay, que ha sortit fa poc de la presó, organitza un atracament per apoderar-se de la caixa d'un hipòdrom en un dia de gran afluència. Amb dos milions de dòlars en perspectiva, els còmplices no falten i tots desitgen l'èxit de l'operació. L'atracament és un èxit, la sincronització és perfecta; però no compten amb la indiscreció d'un dels còmplices així com la cobdícia i la duplicitat de la seva dona. El desencadenament del drama farà anar malament tota aquesta maquinació...

## Repartiment
- Sterling Hayden: Johnny Clay
- Coleen Gray: Fay
- Vince Edwards: Val Cannon
- Jay C. Flippen: Marvin Unger
- Elisha Cook Jr.: George Peatty
- Marie Windsor: Sherry Peatty
- Ted de Corsia: Randy Kennan (policia)
- Joe Sawyer: Mike O'Reilly
- James Edwards: L'empleat de l'aparcament
- Timothy Carey: Nikki Arane
- Joe Turkel: Tiny
- Jay Adler: Leo the Loanshark
- Kola Kwariani: Maurice Oboukhoff
- Tito Vuolo: Joe Piano (gerent de l'hotel)
- Dorothy Adams: Ruthie O'Reilly

## Al voltant de la pel·lícula
Després de dos llargmetratges amb molt poc pressupost, Stanley Kubrick va abordar en 1956 la realització d'Atracament perfecte, el primer amb actors mitjanament coneguts, però encara amb un discret pressupost de tres-cents vint mil dòlars i producció compartida amb James B. Harris, que seguiria sent el seu col·laborador durant diversos anys. Va tenir un enorme èxit, tant comercial com de crítica, en la seva estrena i va propulsar Kubrick al cim de la glòria.
Amb només 28 anys, Kubrick fa la primera incursió en el cinema obertament comercial amb un thriller, gènere que li servia de pretext per desenvolupar una narració nerviosa i electritzant, jugant amb el temps cinematogràfic i el real,
mitjançant una perfecció poques vegades assolida en el cinema policíac. Les simpaties del director nord-americà s'inclinaven per Johnny Clay (Sterling Hayden), el cervell de l'atracament, però el fet que la pel·lícula hagués de ser aprovada per la
Legió Catòlica de Decència, que excloïa la possibilitat de vulnerar l'axioma que "el delicte mai guanya", Kubrick va ordir llavors un esplèndid i sorprenent final, que després seria plagiat per altres guionistes i directors.
La descripció d'un atracament des del punt de vista dels diferents participants és una constant del cinema negre dels anys 50 i 60. Però el que distingeix Atracament perfecte és el seu concepte del temps. La trama es desenvolupa fragmentàriament a través dels components d'una banda que prepara un atracament a un hipòdrom durant una cursa. Però un cop presentat un personatge i definit el seu paper en el cop, l'acció retrocedeix per passar a un altre, i així successivament. I la intriga es completa a poc a poc, a mesura que cada peça encaixa en un trencaclosques que només coneix el narrador.
Sis anys abans d'emprendre aquest rodatge, Kubrick havia quedat impressionat amb l'estructura narrativa i el suggerent argument de La jungla d'asfalt de John Huston. Amb la col·laboració de Jim Thompson adapta la novel·la de White i es llança al rodatge, contractant per al paper principal a Sterling Hayden, protagonista també de la citada pel·lícula de Huston. El resultat acaba sent una amalgama entre homenatge i projecte experimental d'extraordinària qualitat. Fa ús d'un estil narratiu no lineal, que resulta innovador, consistent en explicar els fets des dels diversos punts de vista dels personatges. Per això algunes escenes es repeteixen. L'ús del recurs fa que la trama sembli més complexa del que en realitat és, desenvolupant el film mitjançant una cronologia particularment caòtica amb minuciositat horària.
El seu treball va cridar l'atenció dels crítics i de Kirk Douglas, qui va firmar un contracte amb la seva productora Harris-Kubrick per cinc pel·lícules, però que només va acabar participant en les seves dues produccions següents, Senders de glòria i Espàrtac.
La història és basada en la novel·la Clean Break de Lionel White. Els drets d'adaptació al cinema van ser en principi reservats per Frank Sinatra que havia formulat una opció però va acabar abandonant-la. Va ser llavors quan Jim Thompson va tenir l'olfacte de reprendre'ls.
La pel·lícula agafa la forma d'un relat que utilitza nombrosos flashback, basculant la cronologia i des de múltiples punts de vista; aquesta manera de procedir, utilitzada a Rashomon d'Akira Kurosawa, influenciarà Quentin Tarantino per a la seva pel·lícula Reservoir Dogs.

## Rodatge
Primera gran producció hollywoodienca per a Stanley Kubrick, 28 anys, l'equip de rodatge d' Atracament perfecte  inclou un director de la fotografia reputat i respectat: Lucien Ballard. La primera escena de la pel·lícula és un llarg tràveling per al qual Kubrick escull un objectiu de 25 mm i una posició molt precisa. Ballard decideix fer altra cosa, posicionant la càmera més lluny amb un objectiu de 50 mm i explicant al jove director que és així com cal fer-ho. Kubrick diu tranquil·lament a Ballard: «Fas com jo he decidit o te’n vas del plató ara mateix». Els dos homes col·laboren llavors en aquesta pel·lícula sense el menor problema.